# Вирц, Пауль
Пауль Вирц (нем. Paul Würtz, швед. Paul Würtz, дат. Paul Würtz; 30 октября 1612, Хузум — 24 марта 1676, Гамбург) — немецкий военный и дипломат на службе Священной Римской империи, Швеции, Дании и Голландии. За время нахождения на посту губернатора Кракова, печально прославился необычайными даже по тем меркам разорениями и разрушениями святынь и сокровищниц в вверенных ему владениях, которые лишь дополнились после его пребывания на посту вице-губернатора Шведской Померании. Как итог, после его смерти у генерала осталось огромное наследство, тяжбы за которые продолжались вплоть до 20-го века.

## Биография
Родился в Хузуме (Шлезвиг-Гольштейн). Сын скототорговца Клауса Вирца и Маргарет Буш. Образование получил в иезуитской школе в Вене. Последовательно находился на военной службе у императора Священной Римской империи Фердинанда II Габсбурга, короля Швеции Карла X Густава и короля Дании Фредерика III.
В 1628 году Пауль Вирц поступил на службу в императорскую армию и принял участие в Тридцатилетней войне в Германии. Затем он перешел на шведскую службу и стал доверенным лицом пфальцграфа Карла Пфальц-Цвейбрюкена (будущего короля Швеции Карла X Густава). После завершения Тридцатилетней войны Пауль Вирц вёл переговоры с Англией о нейтралитете. В 1654 году он получил чин генерал-майора и был назначен шведским комендантом города Штаде.
В 1655 году Пауль Вирц принял участие в составе шведской армии в Северной войне против Речи Посполитой (1655—1660). В октябре 1655 года после капитуляции польского гарнизона в Кракове шведский король Карл Х назначил комендантом и командующим гарнизона (2 500 чел.) генерал-майора Пауля Вирца.
В 1657 году Пауль Вирц руководил обороной Кракова, осажденного дивизией маршалка великого коронного Ежи Себастьяна Любомирского. В конце января того же года в польские владения вторгся трансильванский князь Дьёрдь II Ракоци, заключивший с королём Швеции Карлом Х Густавом и гетманом Украины Богданом Хмельницким договор о разделе Речи Посполитой. При приближении к Кракову трансильванской армии (25 000 чел.) Ежи-Себастьян Любомирский со своей дивизией снял осаду и отступил. 29 марта Дьёрдь II Ракоци с авангардом подошел к Кракову и был впущен в городе шведским гарнизоном. Город Краков, занятый шведами, перешел под верховную власть трансильванского князя Дьердя Ракоци, который оставил в нем крупный гарнизон под командованием Яна Бетлена. Шведский комендант Пауль Вирц с гарнизоном перешел в краковский замок, а трансильванский гарнизон расположился в самом городе. После разгрома и бегства трансильванского князя маршалок великий коронный, князь Ежи Себастьян Любомирский, с польской дивизией вновь осадил Краков.
В августе 1657 года на помощь Речи Посполитой прибыла 17-тысячная австрийская армия. Австрийцы выступили на Краков, осажденный дивизией Ежи Себастьяна Любомирского. Узнав об отступлении из Польши Дьердя Ракоци, на Краков выступил польский король Ян Казимир Ваза с главными силами польско-литовской армии. Польско-австрийские войска осадили Краков, который ещё защищал шведский гарнизон (около 2500 человек) под командованием генерала Пауля Вирца и оставшийся трансильванский гарнизон (около 2500 человек) под командованием канцлера Яна Бетлена.
4 августа по распоряжению Ракоци трансильванский гарнизон под руководством Яна Бетлена сдался и 18 августа покинул Краков. 24 августа 1657 года шведский комендант Пауль Вирц сдал Краков королю Речи Посполитой, получив право для себя и всего гарнизона на свободный выход из города, 31 августа шведский гарнизон вышел из Кракова и отошёл в Померанию. В награду он получил чин генерал-лейтенанта, титул барона Кексгольма (Финляндия) и был назначен губернатором в Штеттине.
В январе 1659 года по распоряжению короля Швеции генерал-лейтенант Пауль Вирц со своим отрядом начал наступление из Штеттина на Восточную Пруссию, чтобы заставить бранденбургского курфюрста Фридриха-Вильгельма отказаться от союза с Речью Посполитой и заключить сепаратный мир со Швецией. С ним должны были соединиться гарнизоны из Мальборка и Эльблонга, которыми командовал принц Адольф Иоганн Пфальц-Цвейбрюккенский. Из Жемайтии в Восточную Пруссии на соединение с Вирцем должен был прибыть фельдмаршал Роберт Дуглас со своим корпусом.
В январе Пауль Вирц с 2-тысячным отрядом выступил из Дебжно на польские владения в Королевской Пруссии. Принц Адольф Иоганн со своими силами двинулся из Мальборка, взяли и сжег Хойницу. Под Чарне Пауль Вирц соединился с принцем Адольфом Иоганном. 9-10 февраля шведы атаковали крепость Члухув, но поляки отбили врага. Затем шведское войско взяло города Свеце и Хелмно, вступило в Восточную Пруссию, где были взяты крепости Квидзын, Залево, Милаково и Моронг. Принц Адольф Иоганн со своим отрядом взял Тчев и вернулся в Мальборк. Польское командованием отправило на помощь курфюрсту Бранденбурга военный отряд из Торуня. Генерал-лейтенант Пауль Вирц со своими силами вынужден был отступить из Пруссии в Померанию.
29 января — 14 ноября 1659 года Пауль Вирц руководил обороной Штеттина, осажденного бранденбургским курфюрстом и вынудил его снять осаду. В 1660 году он получил чин фельдмаршала, а в следующем году был назначен губернатором Померании. В 1664 году Пауль Вирц в качестве посла Швеции ездил в Берлин.
В 1665 году фельдмаршал Пауль Вирц поступил на службу к датскому королю Кристиану IV, а в 1668 году перешел на службу в Нидерланды. Из-за разногласий с голландским правительством Пауль Вирц в 1674 году подал в отставку и уехал в Гамбург. В том же 1674 году он вернулся на шведскую службу и был назначен губернатором Бремена и Вердена.
23 марта 1676 года Пауль Вирц скончался в Гамбурге. 24 октября 1679 года его тело было перезахоронено в Старой церкви в Амстердаме.